# Jacob Segall
Jacob Segall (auch: Jakob Segall; * 30. August 1883 in Chempin, Provinz Posen; † Mai 1959 in Tel Aviv) war Statistiker, Sozialpolitiker und Arzt.

## Leben
Jacob Segall studierte Rechts- und Staatswissenschaft in München  und Würzburg; 1908 wurde er promoviert. Von 1908 bis 1933 leitete er in Berlin als Nachfolger von Arthur Ruppin das Bureau für Statistik der Juden und redigierte die Zeitschrift für Demographie und Statistik der Juden. In den Jahren 1915 bis 1920 studierte er Medizin und wurde 1921 zum Dr. med. promoviert. Er leitete von 1917 bis 1926 die Zentralwohlfahrtsstelle der deutschen Juden und praktizierte von 1922 bis 1933 als Arzt. 1933 emigrierte Segall nach Palästina. Dort war er zunächst als Arzt tätig und arbeitete von 1935 bis 1953 wieder als Statistiker für die staatliche Krankenversicherung Kupat Holim Meuhedet.

## Hauptwerke
- Die beruflichen und sozialen Verhältnisse der Juden in Deutschland, Berlin 1912.
- Die deutschen Juden als Soldaten im Kriege 1914–1918, Berlin 1921.
- Die geschlossenen und halboffenen Einrichtungen der jüdischen Wohlfahrtspflege in Deutschland, Berlin 1925 (mit Frieda Weinreich).